# Gabby Hartnett
Charles Leo Hartnett (Woonsocket, Rhode Island, 20 de diciembre de 1900-Park Ridge, Illinois, 20 de diciembre de 1972), más conocido como Gabby Hartnett, fue un jugador profesional estadounidense de béisbol que se desempeñó en la posición de cácher en las Grandes Ligas de Béisbol (MLB). Es miembro del Salón de la Fama del Béisbol.

## Carrera
Hartnett jugó como profesional 19 temporadas en Chicago Cubs (1922-1940), después pasó a New York Giants, donde jugó una temporada (1941), y fue el equipo en el que se retiró.

## Reconocimiento
En 1955, ingresó como miembro al Salón de la Fama del Béisbol.